# Ancien théâtre de Leipzig
L’Alte Theater (appelé aussi Neues Theater, Comödienhaus, Theater der Stadt Leipzig) est le premier théâtre de Leipzig construit en pierre. Il se trouvait aujourd'hui sur la Richard-Wagner-Platz, anciennement appelée Fleischerplatz ou Theaterplatz. À sa place se trouve aujourd'hui l'arrêt de tramway à quatre voies Goerdelerring (de).

## Histoire
Jusqu'au milieu du XVIIIe siècle, mis à part chez Friederike Caroline Neuber de 1727 à 1733, le théâtre à Leipzig est constitué de troupes de théâtre itinérantes dans diverses parties de la ville. En 1749, Heinrich Gottfried Koch (de), directeur de théâtre, obtient le privilège de l'Électorat de Saxe de jouer de façon permanente. Il utilise pour ses représentations une salle de théâtre dans la cour de Quandt avec des sièges de spectateurs disposés en demi-cercle. La construction de sa propre salle de théâtre lui est d'abord refusée.
Cependant, après avoir entre-temps quitté Leipzig quelques années, il peut construire un théâtre grâce à une initiative de l'homme d'affaires de Leipzig, Gottlieb Benedict Zemisch (de) après la guerre de Sept Ans. L'architecte de Dresde Georg Rudolph Fäsch planifie la "Comödienhaus" mentionnée et achevée en 1766 sur les fondations nord-ouest des remparts de la ville, le bastion de Rannischen. Il fait un plan en demi-cercle de l'auditorium sur trois rangées et loge 1186 places assises, dans le parquet et sur la tribune il n'y a que des places debout. Le rideau de scène est peint par Adam Friedrich Oeser.
Après un prologue rythmé du professeur d'université Christian August Clodius, la troupe de Koch inaugure la scène le 10 octobre 1766 avec la tragédie Herrmann de Johann Elias Schlegel, suivie d'un ballet et de la comédie Le Retour imprévu de Jean-François Regnard. L'élève Johann Wolfgang von Goethe assiste à l'inauguration en tant que spectateur.
Les pièces de Johann Adam Hiller, principalement basées sur des livrets de Christian Felix Weiße, constituent une part substantielle du répertoire. En 1768, Gotthold Ephraim Lessing assiste à une représentation de sa comédie Minna von Barnhelm et en 1801, La Pucelle d'Orléans de Schiller est créée.
Le bâtiment est initialement la propriété privée de Zemisch. En 1796, la ville l'achète à sa veuve, mais sans se soucier des œuvres présentées. En été, la Cour de Dresde envoie les troupes de théâtre de Franz (de) et Joseph Seconda (de) à Leipzig. Après des modifications mineures apportées en 1796 et 1802, le théâtre s'effondre de plus en plus. Après les guerres napoléoniennes, les citoyens de Leipzig réclament leur propre ensemble de théâtre. Après l’autorisation de Dresde, une troupe d'une soixantaine de comédiens est fondée. Cette troupe achète le théâtre à la ville à condition de pouvoir l'appeler "théâtre de la ville de Leipzig". Karl Theodor von Küstner (de) en prend la direction. En 1817, d'après un projet de l'architecte Friedrich Weinbrenner, il organise des conversions et des extensions dans le style classique, réalisées par Carl August Benjamin Siegel (de). En même temps, la façade à cinq portes à l'ouest est créée avec la décoration symbolique du champ à deux versants.
Le 26 août 1817, la réouverture a lieu en tant que théâtre de la ville de Leipzig avec La Fiancée de Messine de Schiller et d'un prologue de Siegfried August Mahlmann (de). Au cours de ses onze années de gestion, Küstner fait du théâtre l’un des plus importants d’Allemagne. De 1829 à 1832, il est le théâtre de la cour de Saxe, puis revient à des particuliers. Friedrich Sebald Ringelhardt (de) assume jusqu'en 1844 la direction du théâtre. Heinrich Marschner puis Albert Lortzing font sensation en créant leurs opéras en première mondiale. Ringelhardt fait venir Robert Blum pour être son secrétaire.
Après la construction du nouveau théâtre (de) sur l'Augustusplatz, la maison est rebaptisée Altes Theater en 1868 et utilisée uniquement pour des pièces de théâtre et des opéras plus petits. En 1912, il est de nouveau administrée par la municipalité de Leipzig.
L'Altes Theater est détruit lors du bombardement de Leipzig le 4 décembre 1943. Après la Seconde Guerre mondiale, les ruines sont enlevées.

## Créations importantes
| Friedrich Schiller:       | La Pucelle d'Orléans           | 11 septembre 1801                             |
| Heinrich Marschner:       | Der Vampyr                     | 29 mars 1828                                  |
|                           | Der Templer und die Jüdin      | 22 décembre 1829                              |
| Richard Wagner:           | Ouverture en ré mineur         | 25 décembre 1831                              |
|                           | Musique de König Enzio         | 17 février 1832                               |
| Heinrich Marschner:       | Des Falkners Braut             | 10 mars 1832                                  |
|                           | Das Schloss am Ätna            | 29 janvier 1836                               |
| Albert Lortzing:          | Die beiden Schützen (de)       | 20 février 1837                               |
|                           | Zar und Zimmermann             | 22 décembre 1837                              |
|                           | Caramo oder Das Fischerstechen | 20 septembre 1839                             |
|                           | Hans Sachs                     | 23 juin 1840                                  |
|                           | Casanova                       | 31 décembre 1841                              |
|                           | Der Wildschütz                 | 31 décembre 1842                              |
|                           | Zum Großadmiral                | 13 décembre 1847                              |
|                           | Rolands Knappen (de)           | 25 mai 1849                                   |
| Robert Schumann:          | Genoveva                       | 25 juin 1850                                  |
| Gerdt von Bassewitz (de): | Peterchens Mondfahrt (de)      | 7 décembre 1912                               |
| Franz Werfel:             | Der Spiegelmensch              | 15 octobre 1921, aussi à Stuttgart            |
| Ernst Toller:             | Der deutsche Hinkemann (de)    | 19 septembre 1923                             |
| Bertolt Brecht:           | Baal                           | 8 décembre 1923                               |
| Kurt Weill:               | Der Silbersee                  | 18 février 1933, aussi à Magdebourg et Erfurt |